# Associazione di promozione sociale
Per associazioni di promozione sociale (APS), in diritto, si intendono delle associazioni riconosciute e non riconosciute, movimenti, e le altre aggregazioni sociali costituite al fine di svolgere attività di utilità sociale a favore di associati o terzi, senza finalità di lucro (non profit).

## Situazione giuridica

### Italia
La tipologia di APS è stata introdotta e disciplinata nell'ordinamento giuridico italiano per la prima volta dalla Legge 7 dicembre 2000, n. 383.

#### Caratteristiche
Possono essere definite associazioni di promozione sociale quelle organizzazioni i cui individui si associano per perseguire un fine comune di natura non commerciale.
Possono assumere la denominazione di associazione di promozione sociale:
- associazioni riconosciute e non riconosciute;
- movimenti (e i loro coordinamenti o federazioni);
- gruppi (e i loro coordinamenti o federazioni).

La loro valenza sociale deriva dal fatto che esse non sono assimilabili a quelle associazioni che hanno come finalità la tutela esclusiva di interessi economici dei membri, come ad esempio avviene nelle associazioni sindacali, di partito o di categoria (art. 2, secondo comma della legge 7 dicembre 2000, n. 383); deriva inoltre dal fatto che non possono disporre limitazioni all'ammissione degli associati con riferimento alle condizioni economiche né prevedere altre forme di discriminazione.

#### Peculiarità
Le caratteristiche e il ruolo svolto dalle associazioni di promozione sociale sono molto vicine a quelle delle organizzazioni di volontariato. Mentre le organizzazioni di volontariato non possono remunerare i soci (oltre ad altri eventuali addetti) perché la legge 11 agosto 1991, n. 266 ("Legge-quadro sul volontariato") esprime "l'incompatibilità tra la qualità di volontario con qualsiasi forma di lavoro subordinato o autonomo e con ogni altro rapporto di contenuto patrimoniale con l'organizzazione di cui fa parte" (art. 2, comma 3), le associazioni di promozione sociale possono in caso di particolare necessità remunerare i propri soci (art. 18, comma 2 e art. 19 della legge 7 dicembre 2000, n. 383).
Queste ultime, devono inoltre caratterizzarsi per una valenza mutualistica dei servizi erogati, anche se è indubbio che oggi le associazioni non si limitino solamente alla mera soddisfazione degli interessi e dei bisogni degli associati, ma abbiano sviluppato una forte apertura al sociale operando promozioni della partecipazione e della solidarietà attiva.
In virtù del loro peculiare valore sociale la legge prevede:
- l'istituzione di un apposito registro nazionale - regionale - provinciale al quale i soggetti in possesso dei requisiti previsti dalla legge 7 dicembre 2000, n. 383 possono iscriversi per ottenere delle agevolazioni previste dalla legge stessa (artt. 7-10, legge 7 dicembre 2000, n. 383)
- osservatori nazionali e regionali dell'associazionismo (artt. 11 e ss., legge 7 dicembre 2000, n. 383)
- particolari agevolazioni, fiscali e non (artt. 20 e ss., legge 7 dicembre 2000, n. 383)
- la possibilità di ricevere donazioni e lasciti testamentari (con beneficio d'inventario), con l'obbligo di destinare i beni ricevuti e le loro rendite al conseguimento delle finalità previste dall'atto costitutivo e dallo statuto. .

In base al rapporto di performance per l'anno 2007 del Ministero della solidarietà sociale, il fondo nazionale per le associazioni di promozione sociale ha finora erogato a circa 369 soggetti (spesso gli stessi, che per ogni annualità presentano nuovi progetti) un totale di circa 51 milioni di euro.

#### Responsabilità sussidiaria
L'art. 6, comma 2 della legge n. 383/2000 ha stabilito il principio che per le obbligazioni delle associazioni di promozione sociale risponde innanzitutto l'associazione stessa con il suo patrimonio e i terzi creditori, solo in via sussidiaria, possono rivalersi nei confronti delle persone che hanno agito in nome e per conto dell'associazione.
Viene, perciò, modificata la regola valida per le altre associazioni di una responsabilità  solidale senza il beneficium excussionis.